# バカボンのパパ
バカボンのパパ（バカボンパパ）は、赤塚不二夫のギャグ漫画・『天才バカボン』、ならびにそれを原作としたアニメの登場人物である。
モデルは赤塚の実父・赤塚藤七（1908年 - 1979年）であると言われている。
以下、アニメ版についての記述は第1作『天才バカボン』を基準に、『元祖天才バカボン』を第2作、『平成天才バカボン』を第3作、『レレレの天才バカボン』を第4作、『深夜!天才バカボン』を第5作と記す。

## 人物像

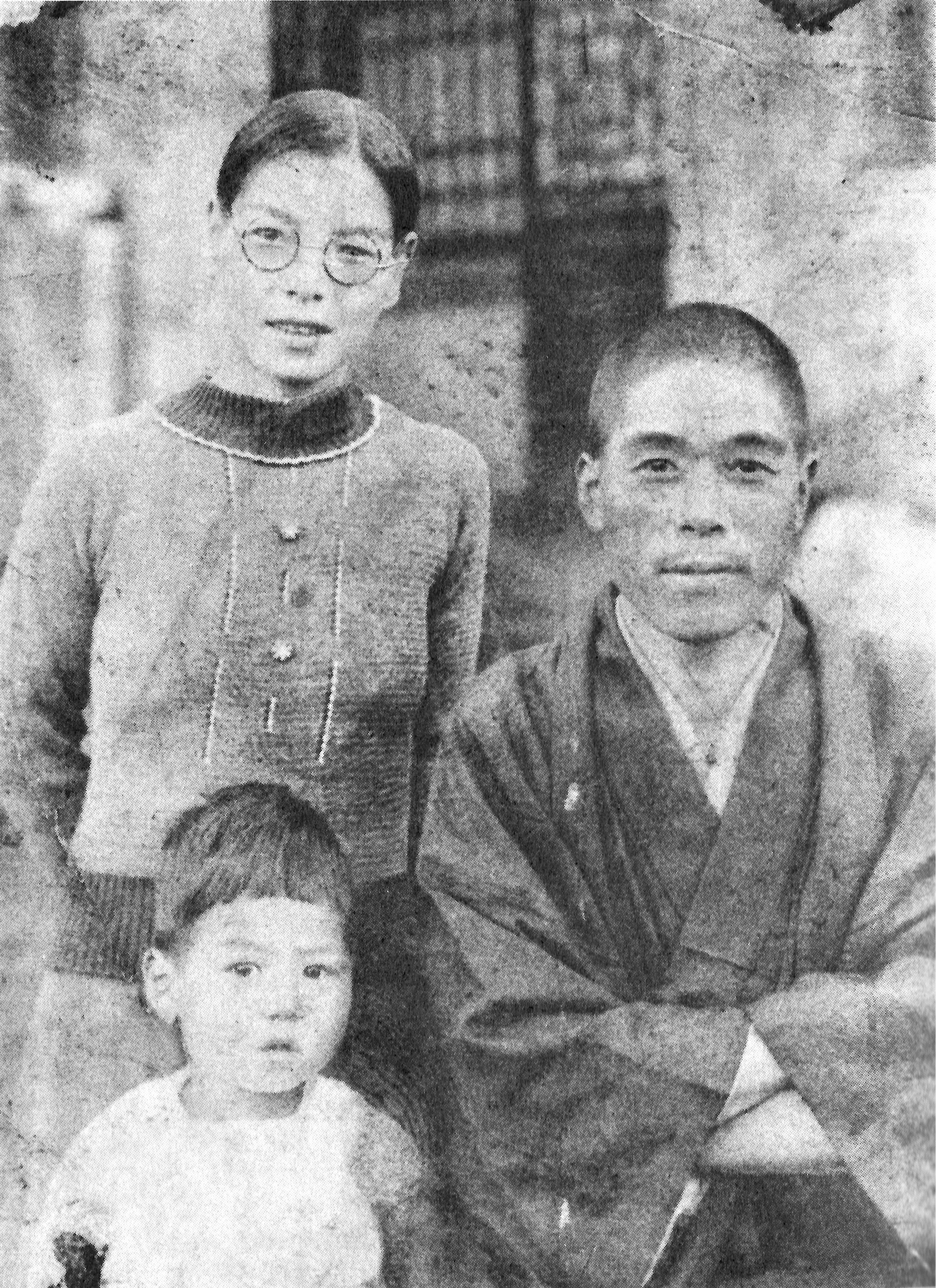
左から時計回りに母のリヨ、バカボンのパパのモデルとされる藤七、息子の藤雄（赤塚不二夫）

『天才バカボン』の主人公で、「バカボン（長男）」と「ハジメ（次男）」の父。妻は「バカボンのママ」。誕生日は本人によると「昭和元年12月元日のクリスマスの夜」。これは昭和元年（1926年）12月25日生まれ（昭和最初の日）のことと解釈される。連載初期はタイトル通り息子のバカボンが主人公でパパは脇役だったものの、「描いてるうちに（バカボンの）パパのほうが面白くなっちゃった」（赤塚談）という理由で主人公に昇格した。
生年月日は植木等や関根潤三と同じである。連載開始が昭和42年（1967年）であったため、年齢は41歳とされており、アニメ第2作後期エンディングでもそのように歌われている。血液型はBAKA型という特殊型で、なめると甘い味がする。
パパ側の親族に関しては、「わしの生まれたはじめなのだ」「わしの天才がバカになったのだ」で、「一郎」という名のパパの父親（通称「パパのパパ」）と、父親の弟（つまりパパの叔父）が登場しており、2人ともパパに顔が似ている。また「〜はじめなのだ」では、パパの父親が子供代わりに飼っていた、ウマの「馬之助」・ブタの「トン勝」・ニワトリの「ダシ夫」・ネコの「シャミ吉」の計4匹のペットが存在していたが、パパが産まれると用済みとばかりに、出産祝いに全て丸焼きにしてパパと父親に食べられてしまい、叔父をあきれさせた。なお、この2話ではパパの母親は登場せず、叔父が「3年前（1923年）に入院した」と言っていた程度だったが、その後「母をたずねて三千円」（1972年発表）で登場。それによると、パパの母親は20年前（1952年）にパパから3,000円借金をしたのだが、その夜母親は突然失踪してしまったという。その後母親に再会したパパは、母親に「3000円返してください」と返済を迫り、さらに利子も請求するなど、借金と失踪がきっかけで、母子の情愛がなくなった。なお、母親の名は、前述のパパ誕生秘話では「マリア」となっていたが、「母をたずねて三千円」では「トロ」となっている。
熊本県の七城中学校（実在）・東京都のバカ田高校を経て、バカ田大学を首席で卒業。学級委員も務めた。大学時代のあだ名はキャロル、またはノールス（脳がいつも留守だから）。バカ田大学の卒業式の日、「東洋工業（現・マツダ）に入社してマツダ・キャロルを作るのだ」などと言ったことがあったが、結局は入社しなかった。妻であるバカボンのママと出会ったのも大学時代である。

## 名前
本当の名前は不明とされているが、アニメ第1作の第1話で警官から姓名を尋ねられ、「バカボン」と答えている（この時の新居の表札は「バカボン」である）。第2作ではママが電話に出たときに「バカボン家です」と応対している。また第4作では背広の注文書の氏名欄に「パパ」と書かれている。電話では「バカボンのパパなのだ」と名乗る。本名は「みんなそろってフチオさん」で「田中田フチオ」（たなかだ -）と自分で言っているが、公認サイトにて「パパお得意の冗談です」との回答があった。第2作では本官さんに「三丁目のバカ田さん」と呼ばれたことがある。
公認サイトでは「バカボン一家に苗字はありません。表札に「バカボン」と書いてあるのは、バカボンが迷わないで帰って来られるように、というママのやさしさです」と記されている。
映画『天才バカヴォン〜蘇るフランダースの犬〜』ではパパ本人が「バカヴォン」と名乗ったが、この名前も最終的には本当の名前ではないことが判明している。

## 性格
口癖は「これでいいのだ!」「タリラリラ〜ン」「コニャニャチハ」「はんたいのさんせい」「さんせいのはんたい」など。サブタイトルのほとんどに使われている「〜なのだ」という語尾の多用も一般的にパパの特徴とみられているが、原作初期は「〜だよ」「じゃ」など普通の語尾で会話することの方が多かった。「コニャニャチハ」は当時投稿の挨拶などに多用され、現在でもラジオ番組の投稿に用いられる挨拶の変形の元祖であるとされている。また、納得いかない事態に直面すると、「国会で青島幸男が決めたのか!?」と言うこともある。
ハチマキと腹巻を身に付け、口元に髭を生やしている。腹巻きは四次元ポケットの如くいろいろなものが入る。鼻毛を伸ばしているように見えるが、原作によると髭である。アニメでもこの設定に準じており、クシャミなど鼻の穴が映るシーンではきちんと描き分けられているが、鼻毛として描かれている場面も多い。アニメ第2作では一貫して鼻毛と呼ばれ演出でも鼻毛として描かれている。ハラマキの下に履いているズボンの色はアニメ版第1作目では藤色だが、第2作目以降は青（紺）色になっている。下着は赤い褌。
性格は子供っぽく、しかも子供の悪い面を体現したかのような人物像で常に誰かをからかったりイタズラをしている。バカボン一家以外の彼を知る人物は総じてパパを「バカでいじわる」と評する。小学校レベルの勉強ができないうえに、常識や倫理観にも欠けており、面白がって取った行動が会社を潰したり、人の人生を破滅させたり直接死に追い込んだり、動物虐待を行うことも少なくない。レレレのおじさんにもよく暴行を加える。
ママによると、「嘘をつけない人」らしいが、実際は頻繁に嘘をついており、いわば人を騙すことが多い。特にアニメ第2作以降では強調され、家族、本官さん、近所の人々、通りすがりの人々、バカ田大学の先輩後輩、動物、宇宙人などが次々と被害に遭っている。この嘘つきがたたってしまい、パパがトラックにはねられて入院した際には全く信用されなかったこともあった（ただ、自分以外の人にうそをつかれるのが嫌いなようで、実写ドラマでママが同級生の女子相手に見栄を張ってうそをついたことを非難して家出をしたことがあった）。
子供に対しても、バカボンの剥製を作ろうとしたり、ハジメをサーカスに売り飛ばすなど奇行を繰り返している。忘れっぽいところもあり、バカボンと強盗ごっこをしてそのまま置き去りにした時はバカボンに言われるまで忘れていた。
普段は支離滅裂、無茶苦茶な言動をしているが、友人の前で嘘をついてでも見栄を張ろうとしたママを批判したり、家族想いな面を見せるなど優しさや至極真っ当な面も持ち合わせている。また、バカ田大学の先輩には頭が上がらない。
原作漫画では登場人物が死亡する描写が多く、そのほぼすべてにバカボンのパパが関与している。些細などうでもいいことで相手に殺害を仄めかしたり、実際に犯行に及ぼうとしたことも何度もある（ご近所さんから「あの人ならやりかねないわよ」とすら言われている）。アニメでも結果的に何人か死亡している。第3作以降では、本当は知っているのに知らないふりをしてみたり、靴磨きのアルバイトを嘘の身の上話で料金をせしめたバカボンに皮肉を言ったり、第5作では特撮ヒーローについて解説するなど比較して常識的に見える部分もある。
死亡のパターンは次の4つに大別できる。
- パパが直接手を下して殺害した。
- パパの過失によって死亡した[14]。
- パパの言動・行動によって自殺に追い込まれた。
- パパの故意も過失もないが、パパに関わったために死亡した[注 9]。

## 職業・資格
原作者の赤塚不二夫は「パパは無職（バガボンド＝放浪者）でないといけない」としているため、原作、アニメともに基本的には無職ということになっている。しかしアニメ第1作中盤から「パパが無職なのは子供番組として良くない」というテレビ局の要請で赤塚の断りなく植木屋（個人事業主）と設定され、赤塚はこれに憤慨した。脚本家の雪室俊一はこの要望に一番困ったと言い、「スーツ着てネクタイしてサラリーマンというわけにもいかないし、しょうがないから植木屋さん、と（笑）」という理由で植木屋にしたとDVD-BOXの特典ブック『バカ本』のインタビューで語っていた。実写版では「元祖、フリーターなのだ」と自称している。
そのほかにクリーニング屋の従業員、動物向け化粧品のセールスマン、家庭教師、大工、サラリーマン、警備員、僧侶、洋食の料理人、変わったものでは唐辛子の味見係、下駄製造会社社長などいろいろやっているが、全て雇い主側から解雇されたり辞職している。アイロンを放置してクリーニング屋を火事で全焼させたり、取引先に暴言を吐いて勤務していた会社を倒産に追い込んだり、健康被害を起こしたり、社長を発狂させるなどを行う。
自動車免許は持っておらず、無免許で車を買い暴走を繰り返し道路交通法違反（無免許運転）で検挙されている（しかし罰金で済んでいる）。その時ばかりは反省していたが、車輪付きの椅子で街中を爆走し、逮捕しようとしたおまわりさんを逆に屁理屈で言いくるめたり、陸でボートを漕いだり、戦車で家を襲撃したりと道交法違反は日常茶飯事である。
第1作第72話では運転免許を取得するため自動車教習所に通っていたが、無免許運転発覚で免許を取得することができなくなった（いわゆる欠格期間）。しかし、人のトラックがパンクしているのを見て「足はパンクしないのだ」と言って、免許の取得はあきらめた。後にBMW・1シリーズのCMに起用された際には、ママが運転していた。

## 趣味
アニメにおいてパパは歌が特に上手で、歌唱大会などでその歌声を披露して周りを虜にすることもある。かあさんの歌を歌って強盗や殺人犯、無銭飲食や痴漢などの犯人を白状させたこともあった。なお、十八番は「傷だらけの人生」・「仁義」・「矢切の渡し」・「北の宿から」である。第2作では頻繁に主題歌（「タリラリランのコニャニャチワ」）、童謡、替え歌などを歌っている。
レバニラ炒めが好物で、しばしばこの料理の名を口にする。おでんではタコの足が好みで、竹輪が嫌い。以前は唐辛子、たこ焼きも好物だったが、二つとも何らかの理由で嫌いになった。タバコも吸うが、そのシーンはあまり出てこない。アニメ第3作では「ハイライト」らしきタバコが出てきている。

## バカになった経緯
もともとはハジメをも凌ぐ天才児で、生まれてすぐに天上天下唯我独尊と口にし、家庭教師をつとめたり自動車の修理を簡単にこなしたりしていたが、とあるアクシデントによってバカになってしまう。なお、バカになった経緯は原作とアニメでは若干異なる。
原作
生まれて2ヶ月後、パパが道を歩いている時にクシャミをし、その勢いで頭の歯車を口から吐き出してしまい、「もう天才はやめるのだ」と言ってバカになった。
アニメ第1作
ある日交通事故に遭った衝撃で、天才児だったバカボンのパパの口から脳味噌が飛び出して近くにいた馬が飲み込んでしまい、それと同時に馬の口から脳味噌が飛び出してバカボンのパパが飲み込んでしまうことで、バカボンのパパの脳味噌と馬の脳味噌とが入れ替わってしまう珍現象が生じ、以降、現在のバカボンのパパのキャラクターとなった。
アニメ第2作
なぜか馬に逆恨みされ、蹴飛ばされたショックで脳味噌の歯車が壊れたためとなっている。
アニメ第5作
本来の歴史での経緯は原作と同様（原作漫画がそのまま引用されている）。しかし、それを知ったバカボンがハジメと共にタイムマシンで過去に行ってパパのクシャミを阻止したことでタイムパラドックスが起こり、歴史が変わってバカボンとハジメが消滅の危機に陥ったため、それを知った過去のパパが自らバカになることを承諾し、クシャミをした。
なお、アニメ第3作・第4作では、バカになる経緯を描いたエピソードはない。

## キャスト
雨森雅司
アニメ第1作『天才バカボン』および第2作『元祖天才バカボン』で声を担当。第1作と第2作で演技がかなり異なり、第1作では比較的ゆっくり、第2作ではハイテンションになっている。雨森は、TBSラジオの昼番組『TBS それ行け!歌謡曲』15時台の出張コーナー「ミュージック・キャラバン」にいきなり「バカボンのパパなーのだ！」と登場したことがあった。コーナー担当者の久米宏は、スーパーに買い物に来たついでに見物していた本人を番組冒頭に引っ張り出したと番組で説明していた。晩年には、1982年にTBS系列で放送された『日立テレビシティ・ニャロメのおもしろ数学教室』で登場したパパの声も担当した。
共演者からも評価が高く、『元祖』本官役の肝付兼太は「もうまったくあの親父をやるためにいたような人」と評し、後任の富田耕生や小倉久寛とも共演したママ役の増山江威子は「もうね、普段の雨さんもバカボンのパパみたいなの」と語り、後任のパパ役は役を作らないと演じられない中で雨森は「持っているものそのもの」で演じていたと発言している。
原作者の赤塚に気に入られて、特に「〜なのだ」の台詞については「それだッ」と言わしめたという。
1984年に死去したが、雨森の没後に制作された1998年のSOFT99の『フクピカ』のCMおよび2015年の第66回NHK紅白歌合戦の企画コーナー「アニメ紅白」の締めで過去の音声が使用されパパが「これでいいのだ！」と喋った。
富田耕生
アニメ第3作『平成天才バカボン』で声を担当。また、アニメ第1作放送直後に朝日ソノラマから発売されたソノシート付き絵本でも声を担当し、アニメ第3作の放送開始以前にもセガ・マークIII用ゲームソフト『天才バカボン』のテレビCMで声を担当している。
阪口和久によれば、「亡くなった雨森雅司の「だだっ子バカボンのパパ」を越えるため6人のベテラン声優をオーディションし、富田の声から感じる「いたずらっ子バカボンのパパ」の予感は能動的でスピーディーなバカボンのパパにピッタリだった。それに加えて雨森と富田は1974年に放送されたアニメ『小さなバイキング ビッケ』でバカボンのパパ役と2人も共演したんですが、富田はレギュラー出演、雨森はゲストで1回ぐらい出演したので良かったと思います」とのこと。富田は最初演じることに抵抗を感じて、様々なディレクターに相談したが、最終的には赤塚からも絶賛されたことから「お引き受けして良かった」とコメントしている。
TBSの健康番組『人間!これでいいのだ』での、番組の案内役として登場したパパの声のほか、各種CM、パチンコ『CR天才バカボン』などでも起用されている。
『ナショナルジオグラフィック』内で放送された「バカと科学でバ科学なのだ!!」（この時はニャロメ〈声：大竹宏〉と共演している）や『世界一受けたい授業』でゲスト出演した際も同じく富田が演じていた。
なお、富田は2020年に死去したため、昨年の2019年に放送された『ばかうけ』のCMが富田演じるパパの最後の出演となった。
また富田はアニメ第5作『深夜！天才バカボン』第11話では、「バカボンのパパのパパ」役を演じている。
小倉久寛
アニメ第4作『レレレの天才バカボン』で声を担当。また、アニメ第5作『深夜！天才バカボン』第1話Aパート前半では「昔のままのパパ」という設定で小倉久寛がパパの声を担当した。
古田新太
アニメ第5作『深夜！天才バカボン』で声を担当。古田は初代の雨森の世代で「『イメージが違う』と視聴者から絶対ガタガタ言われるんだろうな（中略）喜びとファンとしてのプレッシャーと半々でした」とコメントしている。
FROGMAN
FLASHアニメ『となりの天才ヴァカボン』・長編アニメーション映画『天才バカヴォン〜蘇るフランダースの犬〜』で声を担当。監督のほか、バカボンのパパ以外のキャラの声も担当している。
上田晋也（くりぃむしちゅー）
2016年3月11日に放送されたテレビドラマ『天才バカボン〜家族の絆』にて担当。
白熊寛嗣
2021年東京大賞典のキャンペーンwebCMより各種CMを富田耕生より引き継いで担当。白熊は富田の事務所の後輩にあたる。
その他ゲスト声優など
- 『天才バカボン』開始以前にバカボンのパパはアニメ『もーれつア太郎』第1作にも登場しており、第74話（1970年）で初めて喋る。このときの声優は同作でココロのボス役を担当していた八奈見乗児である。また、八奈見は『元祖天才バカボン』の第77話Bパート「タイムマシンで先祖にあうのだ」に登場するバカボンのパパそっくりなパパの先祖の声も担当している。
- 同じく『もーれつア太郎』第1作第82話でも魚屋に扮したバカボンのパパが登場するが、声優は前述の八奈見ではなく山田俊司（現・キートン山田）が担当している。
- 『これでいいのだ!!映画★赤塚不二夫』にCGキャラクターとして登場した際は、同作で赤塚不二夫を演じた浅野忠信が声優を務めた。
- 『深夜！天才バカボン』第1話では、冒頭では小倉久寛が声を担当するも「ワシの声が（『レレレの天才バカボン』の時と）同じで変化がない」という理由で福山潤の声に変えたが、劇中で調子に乗りすぎたせいでママに叱られたため、最終的に古田新太が声を担当することになった。第11話冒頭では、パパが声を変えてどこまでやれるかということで声のみ代役にしたニセパパ（英会話学校の教師に扮する）としてオーストラリア人のKelvin Burnesが担当。同じく第11話の過去の世界ではハジメ並みに天才だった幼少期の頃（赤ん坊）のパパが登場するが、この時の声は大谷育江が担当している。
- ワイモバイルのCM「親子 de いいのだ!」にて出川哲朗が担当。
- JTのWebCM「スーシャルディスタンス」やにて千鳥大悟と共演。

## 補足
- バカボンのパパは赤塚が一番気に入っているキャラクターで、その理由は「どんなに酔っ払っていてもバカボンのパパの顔だけは、ちゃんと描けるから」とのこと。
- 『もーれつア太郎』の主人公・ア太郎の外見はバカボンのパパをモデルにしている。
- 1972年発表の「20年後のお話なのだ」（前後編）では、20年後（1992年）バカボンはスキンヘッドで「マジメ」という不良息子が産まれ、ハジメとママはシワが増え（後編ではママは激太り）に変っているのに対し、パパはほとんど変わっていないが、今まで使った鉢巻きをガラスケースに保管している。また性格も、不良孫のマジメが巨大リンゴから現れた毛虫（ケムンパスもどき）に襲われ、ママとバカボンが助けるように勧めても、「だめ!! こんな悪ガキは虫に食われて死ねばいいのだ!!」と制止する（結局マジメは毛虫に説教されて改心）など全く変わっていない。
  - なおこの話では、前編には「いまから二十年後のできごとなのだ」、後編には「きみの20年後をうならう」がそれぞれ記載。前編では1992年の出来事を紹介するもので（後編は星占い）、その内容は支離滅裂なのが多いが、中には「貴ノ花」部屋のダンゴの花が全勝優勝」や「ヤクルト五十九連勝して優勝」[35]といった、実際の1992年にあったような事柄が記載されている[注 13]。